# 前橋市立工業短期大学
前橋市立工業短期大学（まえばししりつこうぎょうたんきだいがく、英語: Maebashi City College of Technology）は、群馬県前橋市上佐鳥町460番地1に本部を置いていた日本の公立大学である。1952年に設置され、2000年に廃止された。大学の略称は市工短。

## 概要

### 大学全体
- 群馬県前橋市に所在した日本の公立短期大学で、設置主体は前橋市[1]。
- 1952年に開学。当初は夜間部のみの1学科のち2専攻体制となっていたが、1994年度より従来の学科・専攻を改組して昼夜開講制の3学科体制となる。
- 1996年度の入学生を最後に[注釈 3]、2000年に短期大学としての使命を終える[2]。

### 教育および研究
- 前橋市立工業短期大学は旧来、建設に関する専門教育に力をいれていたが、1994年度より建設・建築ほか情報工学に関する学科専門科目も設けられた。

### 学風および特色
- 前橋市立工業短期大学は、元々勤労学生に教育を行うというねらいから夜間部のみが設置されたが[3]、学科改組された1994年度より昼夜開講制を取り入れることでよりフレキシブルになった。

## 沿革
- 1951年
  - 私立学校として前橋工業短期大学[注 1]の設置認可を文部省に申請する[4]。しかし、私立として設置するのは基礎が弱いため、発起人において前橋市と協力の上で、公立として開設するに至った[5]。
- 1952年
  - 2月20日 左記を以て文部省[注 2]より短期大学の設置が認可される[注 3]。
  - 4月1日 前橋市立工業短期大学が以下の学科体制にて開学[7]。
    - 建設工業科第二部  入学定員80名
- 1954年
  - 5月1日 学生数[8]/定員
    - 建設工業科 303[注釈 4]/240

  - 11月20日 免許状授与の所要資格を得させるための課程の認定される[9]。
- 1967年
  - 校舎を前橋市岩押町から同市上佐鳥町へ移転[注 4]。
- 1973年
  - 4月1日 建設工業科の入学定員を80→140に増員し、かつ以下の通り専攻分離する[12]。
    - 土木工学専攻 入学定員70名
    - 建築学専攻 入学定員70名

  - 5月1日 学生数[13]/定員
    - 建設工業科 581[注 5]/300
- 1985年
  - 5月1日 学生数[14]/定員
    - 建設工業科 539[注 6]/420
- 1986年
  - 5月1日 学生数[15]/定員
    - 建設工業科 532[注 7]/420
- 1987年
  - 5月1日 学生数[16]/定員
    - 建設工業科 504[注 8]/420
- 1992年
  - 5月1日 学生数[注 9]/定員
    - 建設工業科 570[注 10]/420
- 1994年
  - 4月1日 この年度の入学生より建設工業科を以下の通りに改組する[19]。
    - 建設工学科
      - 昼間主コース 入学定員40名[注 11]
      - 夜間主コース 入学定員40名

    - 建築学科　
      - 昼間主コース 入学定員40名
      - 夜間主コース 入学定員40名[注 12]

    - 情報工学科
      - 昼間主コース 入学定員40名
      - 夜間主コース 入学定員40名

  - 5月1日 学生数[20]/定員
    - 建設工学科
      - 昼間主コース 41[注釈 5]/40
      - 夜間主コース 43[注 13]/40

    - 建築学科　
      - 昼間主コース 40[注 14]/40
      - 夜間主コース 48[注 15]/40

    - 情報工学科
      - 昼間主コース 40[注釈 6]/40
      - 夜間主コース 40[注 16]/40
        - 建設工業科 373[注 17]/280
- 1995年
  - 5月1日 学生数[21]/定員
    - 建設工学科
      - 昼間主コース 80[注 18]/80
      - 夜間主コース 79[注釈 7]/80

    - 建築学科　
      - 昼間主コース 86[注 19]/80
      - 夜間主コース 88[注 20]/80

    - 情報工学科
      - 昼間主コース 80[注 21]/80
      - 夜間主コース 89[注 22]/80
        - 建設工業科 200[注 23]/140
- 1996年
  - 4月1日 この年度をもって学生募集を終了[注釈 3]。
  - 5月1日 学生数[22]/定員
    - 建設工学科
      - 昼間主コース 91[注 24]/80
      - 夜間主コース 95[注釈 7]/80

    - 建築学科　
      - 昼間主コース 88[注 25]/80
      - 夜間主コース 98[注 26]/80

    - 情報工学科
      - 昼間主コース 87[注 27]/80
      - 夜間主コース 100[注 28]/80
        - 建設工業科 50[注 29]/-
- 1997年
  - 5月1日 学生数[23]/定員
    - 建設工学科
      - 昼間主コース 47[注 30]/40
      - 夜間主コース 51[注 31]/40

    - 建築学科　
      - 昼間主コース 45[注 32]/40
      - 夜間主コース 66[注釈 6]/40

    - 情報工学科
      - 昼間主コース 46[注 33]/40
      - 夜間主コース 56[注釈 5]/40
        - 建設工業科 12[注釈 4]/-
- 1998年
  - 5月1日 学生数[24]/定員
    - 建設工学科
      - 昼間主コース 5[注釈 8]/-
      - 夜間主コース 8[注釈 8]/-

    - 建築学科　
      - 昼間主コース 45[注釈 9]/-
      - 夜間主コース 11[注釈 8]/-

    - 情報工学科
      - 昼間主コース 1[注釈 10]/-
      - 夜間主コース 10[注釈 4]/-
        - 建設工業科 3[注釈 8]/-
- 1999年
  - 5月1日 学生数[25]/定員
    - 建設工学科
      - 昼間主コース 2[注釈 9]/-
      - 夜間主コース 2[注釈 9]/-

    - 情報工学科夜間主コース 2[注釈 10]/40
- 2000年
  - 3月31日 左記をもって正式に廃止とする[2]。

## 基礎データ

### 所在地
- 群馬県前橋市岩神町2丁目25番2号（開学 - 1966年）
- 群馬県前橋市上佐鳥町460番地1[注釈 1]

### 象徴
- 前橋市立工業短期大学のカレッジマークは、丸地に 篆刻化された「大学」の文字を記しただけの簡素なものとなっていた[26]。

## 教育および研究

### 組織

#### 学科
- 建設工学科
  - 昼間主コース[注釈 11]
  - 夜間主コース[注釈 11]
- 建築学科
  - 昼間主コース[注釈 11]
  - 夜間主コース[注釈 11]
- 情報工学科
  - 昼間主コース[注釈 11]
  - 夜間主コース[注釈 11]

#### 専攻科
- なし

#### 別科
- なし

#### 取得資格について[注 34]
資格
- 測量士補：建設工学科

受験資格
- 二級建築士：建築学科

教職課程
- 当初、中学校教諭二級免許状（職業）・高等学校教諭免許状（工業）が設置されていた[31]。

### 研究
- 『前橋市立工業短期大学研究紀要』[注釈 2]

## 学生生活

### 学園祭
- 前橋市立工業短期大学の学園祭は例年、11月に行われていた[33]。

## 大学関係者と組織

### 大学関係者組織
- 前橋市立工業短期大学の同窓会組織を引き継いだ前橋工科大学同窓会には、地域ごとの支部の他に、前橋市役所と群馬県庁にはそれぞれ一つの支部が設けられている。

### 大学関係者一覧
歴代学長
- 関口志行
- 石井繁丸

## 卒業後の進路について

### 就職について
- 夜間の短期大学であったため、仕事をしながら学業に励むものが多く、卒業後もその仕事を継続していたものが多かった。
- 一般企業のほか、公務員になるものも多かった。